# منطقه الرستن
منطقه الرستن (به عربی: منطقة الرستن) یک تقسیمات کشوری سطح دوم در سوریه است که در استان حمص واقع شده‌است.

## خصوصیات
منطقه الرستن ۲۹۰٫۷۲ کیلومترمربع مساحت و ۱۲۸٬۰۵۵ نفر جمعیت دارد.